# Grondkoeskoes
De grondkoeskoes (Phalanger gymnotis)  is een zoogdier uit de familie van de koeskoezen (Phalangeridae). De wetenschappelijke naam van de soort werd voor het eerst geldig gepubliceerd door Wilhelm Peters en Giacomo Doria in 1875.

## Voorkomen
De soort komt voor op Nieuw-Guinea, de Aru-eilanden en de eilanden Japen, Salawati en Misool.